# Daniel Dalsgaards Kaffeforretning
Daniel Dalsgaards Kaffeforretning er en dansk reklamefilm fra 1904, der er instrueret af Peter Elfelt.

## Handling
Mylder på fortovet. Firmaets hestevogn kører foran kameraet.